# FAB-3000 M-46
FAB-3000 M-46 (ros. ФАБ-3000 М-46) – radziecka bomba burząca.